# Palau-solità i Plegamans
Palau-solità i Plegamans ist eine katalanische Stadt in der Provinz Barcelona im Nordosten Spaniens. Sie liegt in der Comarca Vallès Occidental und befindet sich etwa 15 Kilometer entfernt von Sabadell und Granollers und 25 Kilometer nördlich von Barcelona. Der Name des Ortes kommt von der Fusion der beiden Gemeinden Palau-Sotola und Plegaman. Hier befindet sich der Sitz der Modefirma Mango.

## Rundfunksender
In Palau-solità i Plegamans befindet sich ein leistungsfähiger Mittelwellensender des spanischen Rundfunks, der einen bei 41°33'32" nördlicher Breite und 2°11'21"östlicher Länge befindlichen 217 Meter hohen selbststrahlenden Sendemast als Antenne verwendet. Über diesen Mast werden das Programm von RNE-5 auf 576 kHz mit einer Sendeleistung von 100 kW und das Programm von RNE-1 auf 738 kHz mit einer Sendeleistung von 300 kW abgestrahlt. Beide Programme können nachts auch in Deutschland empfangen werden.